# Biscogniauxia simplicior
Biscogniauxia simplicior är en svampart som beskrevs av Pouzar 1979. Biscogniauxia simplicior ingår i släktet Biscogniauxia och familjen kolkärnsvampar.   Inga underarter finns listade i Catalogue of Life.